# Бертацина (Ферара)
Бертацина (итал. Bertazzina) је насеље у Италији у округу Ферара, региону Емилија-Ромања.
Према процени из 2011. у насељу је живело 15 становника. Насеље се налази на надморској висини од 2 м.